# Elifaz Houndékpondji
Pour les articles homonymes, voir Elifaz.
 (juin 2024).
La mise en forme du texte ne suit pas les recommandations de Wikipédia : il faut le « wikifier ».
Les points d'amélioration suivants sont les cas les plus fréquents :
- Les titres sont pré-formatés par le logiciel. Ils ne sont ni en capitales, ni en gras.
- Le texte ne doit pas être écrit en capitales (les noms de famille non plus), ni en gras, ni en italique, ni en « petit »…
- Le gras n'est utilisé que pour surligner le titre de l'article dans l'introduction, une seule fois.
- L'italique est rarement utilisé : mots en langue étrangère, titres d'œuvres, noms de bateaux, etc.
- Les citations ne sont pas en italique mais en corps de texte normal. Elles sont entourées par des guillemets français : « et ».
- Les listes à puces sont à éviter, des paragraphes rédigés étant largement préférés. Les tableaux sont à réserver à la présentation de données structurées (résultats, etc.).
- Les appels de note de bas de page (petits chiffres en exposant, introduits par l'outil «  Source ») sont à placer entre la fin de phrase et le point final[comme ça].
- Les liens internes (vers d'autres articles de Wikipédia) sont à choisir avec parcimonie. Créez des liens vers des articles approfondissant le sujet. Les termes génériques sans rapport avec le sujet sont à éviter, ainsi que les répétitions de liens vers un même terme.
- Les liens externes sont à placer uniquement dans une section « Liens externes », à la fin de l'article. Ces liens sont à choisir avec parcimonie suivant les règles définies. Si un lien sert de source à l'article, son insertion dans le texte est à faire par les notes de bas de page.
- La présentation des références doit suivre les conventions bibliographiques. Il est recommandé d'utiliser les modèles {{Ouvrage}}, {{Chapitre}}, {{Article}}, {{Lien web}} et/ou {{Bibliographie}}. Le mode d'édition visuel peut mettre en forme automatiquement les références.
- Insérer une infobox (cadre d'informations à droite) n'est pas obligatoire pour parachever la mise en page.

Pour une aide détaillée, merci de consulter Aide:Wikification.
Si vous pensez que ces points ont été résolus, vous pouvez retirer ce bandeau et améliorer la mise en forme d'un autre article.
Elifaz Houndékpondji, allias Elifaz, est un slameur et humoriste béninois connu pour ses visuels dans lesquels il joue le rôle d’un ivrogne. Promoteur de Faziprod, il est ausi l'initiateur du spectacle annuel “La Grande Réunion Familiale”.

## Biographie

### Débuts
Fonctionnaire d’État, Vodisfait Elifaz Gérard Houndékpondji démissionne en 2010 de son poste de technicien du son à Radio Parakou après avoir enrégistré en 2009 son premier texte de slam, « Elle Ne Peut Pas Être ». Du slam à l'humour, il se met dans la peau de l'ivrogne pour naviguer dans le paysage politique par ses vidéos de court métrage publiées sur les réseaux sociaux.

### Consécration
Elifaz a initié en 2019 son spectacle, ''La grande Réunion familiale'', pour présenter l'actualité sociopolitique du Bénin sous la forme humoristique invitant les acteurs politiques à la culture de la paix. Il est aussi le promoteur de la maison de production Fazioprod.

## Polémique
En janvier 2023, l’humoriste Elifaz avait laissé entendre dans un direct sur facebook qu’il quittait le Bénin, lui aussi, au motif que son entreprise «ne marche plus». Invité à ''Radio Africa sante'', il informe le public que c'est plutôt une mise en scène pour la série "République de Batanga" afin d'accrocher les fans.

## Discographie
Slameur au début, Elifaz sort son premier album, ''conquérant'',  qu'il présente le 16 juin  2012 à l’espace culturel Yes Papa au Bénin. Il compte depuis lors à son actif deux albums de 23 titres au total. Devenu humoriste, il est auteur de plusieurs singles humoristiques dont les plus connus sont : gayman, No Nannan don't cry...